# Edwardzetes andicola
Edwardzetes andicola är en kvalsterart som beskrevs av Hammer 1958. Edwardzetes andicola ingår i släktet Edwardzetes och familjen Ceratozetidae. Inga underarter finns listade i Catalogue of Life.